# Міддлбург (Північна Кароліна)
Міддлбург (англ. Middleburg) — місто (англ. town) в США, в окрузі Венс штату Північна Кароліна. Населення — 101 особа (2020).

## Географія
Міддлбург розташований за координатами 36°23′53″ пн. ш. 78°19′27″ зх. д. / 36.39806° пн. ш. 78.32417° зх. д. (36.398164, -78.324152).  За даними Бюро перепису населення США в 2010 році місто мало площу 1,47 км², уся площа — суходіл. В 2017 році площа становила 2,03 км², уся площа — суходіл.

## Демографія
Згідно з переписом 2010 року, у місті мешкали 133 особи в 53 домогосподарствах у складі 36 родин. Густота населення становила 91 особа/км².  Було 56 помешкань (38/км²).
Расовий склад населення:
| - 63,9 % — чорних або афроамериканців - 29,3 % — білих - 3,0 % — осіб інших рас |

До двох чи більше рас належало 3,8 %. Частка іспаномовних становила 3,0 % від усіх жителів.
За віковим діапазоном населення розподілялося таким чином: 21,1 % — особи молодші 18 років, 62,4 % — особи у віці 18—64 років, 16,5 % — особи у віці 65 років та старші. Медіана віку мешканця становила 43,8 року. На 100 осіб жіночої статі у місті припадало 84,7 чоловіків;  на 100 жінок у віці від 18 років та старших — 69,4 чоловіків також старших 18 років.
За межею бідності перебувало 55,2 % осіб, у тому числі 86,4 % дітей у віці до 18 років та 50,0 % осіб у віці 65 років та старших.
Цивільне працевлаштоване населення становило 62 особи. Основні галузі зайнятості: освіта, охорона здоров'я та соціальна допомога — 29,0 %, виробництво — 25,8 %, роздрібна торгівля — 19,4 %.